# Nous valsos amorosos (Brahms)
Els Nous valsos amorosos (en alemany, Neue Liebeslieder-Walzer), Op. 65, de Johannes Brahms, és una col·lecció de peces escrites per a quatre veus solistes i piano a quatre mans. Foren compostos entre 1869 i 1874 i editats per N. Simrock l'any 1875.
Són també coneguts com a Neue Liebesliederwalzer i tenien com a referent l'èxit dels populars Valsos amorosos (Liebeslieder-Walzer), Op. 52. El text de les cançons és una adaptació de cançons tradicionals de diversos països i regions d'Europa que inclou Turquia, Polònia, Letònia i Sicília. El textos de les cançons núms. 1 a 14 foren traduïts i compilats per Georg Friedrich Daumer en la seva sèrie de poemes, Polydora; el text de la cançó núm. 15 i la cançó final, titulada "Zum Schluß" ("Conclusió"), pertany a Johann Wolfgang von Goethe.
A Catalunya es va estrenar el 16 de desembre de 1990 al Palau de la Música de Barcelona interpretat per l'Orfeó Català.

## Context compositiu
Els Valsos amorosos (Liebeslieder-Walzer) de 1868 van tenir un èxit immens, foren molt populars a la seva època i ho segueixen sent actualment. Havia sigut un gran èxit financer per a Brahms i el seu editor; la demanda popular va animar a crear un nou conjunt, fent èmfasi en que era "nou", amb l'esperança de capitalitzar encara més aquest èxit. Es van mantenir molts aspectes del primer conjunt de valsos cantats: també va escriure per a quatre veus (soprano, alt, tenor, baix), es conserva l'acompanyament del duet de piano (a quatre mans) i els textos del quartet vocal són de l'obra Polydora, de Georg Friedrich Daumer. Aquesta vegada, però, Brahms afegeix un epíleg del gran poeta alemany, Goethe.

## Anàlisi musical
El Neue Liebeslieder difereix del primerencs Liebeslieder en el fet que en el conjunt vocal les seccions són separades per dues cançons de solistes per a quatre membres del quartet. Tot i que aquesta peça al principi estava escrita per a un quartet, els Neue Liebeslieder sovint són interpretats per un conjunt més nombrós de cantaires.

### Els 15Nous valsos amorosos
A continuació es presenta la llista de valsos cantats i les principals característiques musicals:
- Núm. 1: Verzicht, o Herz, auf Rettung (Lebhaft, doch nicht schnell). En forma binària. Tonalitat de la menor i compàs 3/4. Escrita per a SATB. De Turquia.

Text: Verzicht, o Herz, auf Rettung, / dich wagend in der Liebe Meer! / Denn tausend Nachen schwimmen / zertrümmert am Gestad umher!
- Núm. 2: Finstere Schatten der Nacht (Lebhaft, doch nicht schnell). En forma binària modificada (AA’A”BB). Tonalitat de la menor i compàs 3/4. Escrita per a SATB. De Pèrsia.

Text: Finstere Schatten der Nacht, / Wogen- und Wirbelgefahr!Sind wohl, die da gelind / rasten auf sicherem Lande, / euch zu begreifen im Stande? / Das ist der nur allein, / welcher auf wilder See / stürmischer Öde treibt, / Meilen entfernt vom Strande.
- Núm. 3: An jeder Hand der Finger (Lebhaft, doch nicht schnell) En forma binària. Tonalitat de la major (o fa major),[5] i compàs 3/4. Escrita per a soprano. De Letònia-Lituània.

Text: An jeder Hand die Finger / hatt’ ich bedeckt mit Ringen, / die mir geschenkt mein Bruder / in seinem Liebessinn. / Und einen nach dem andern / gab ich dem schönen, / aber unwürdigen Jüngling hin.
- Núm. 4: Ihr schwarzen Augen (Lebhaft, doch nicht schnell). En forma binària. Tonalitat de re menor i compàs 3/4. Escrita per a baix. De Sicília.

Text: Ihr schwarzen Augen, ihr dürft nur winken; / Paläste fallen und Städte sinken. / Wie sollte steh’n in solchem Strauß / mein Herz, von Karten das schwache Haus?
- Núm. 5: Wahre, wahre deinen Sohn (Lebhaft, doch nicht schnell). En forma binària. Tonalitat de re menor i compàs 3/4. Escrita per a contralt. De Rússia.

Text: Wahre, wahre deinen Sohn, / Nachbarin, vor Wehe, / weil ich ihn mit schwarzem Aug’ / zu bezaubern gehe.
O wie brennt das Auge mir, / das zu Zünden fordert! / Flammet ihm die Seele nicht -- / deine Hütte lodert.
- Núm. 6: Rosen steckt mir an die Mutter (Lebhaft, doch nicht schnell). En forma binària. Tonalitat de re menor i compàs 3/4. Escrita per a soprano. De Espanya.

Text: Rosen steckt mir an die Mutter, / weil ich gar so trübe bin. / Sie hat recht, die Rose sinket, / so wie ich, entblättert hin.
- Núm. 7: Vom Gebirge Well' auf Well (Lebhaft, doch nicht schnell). En forma binària. Tonalitat de re menor i compàs 3/4. Escrita per a soprano. Una cançó-dansa de Rússia-Polònia.

Text: Vom Gebirge Well' auf Well' / kommen Regengüsse, / und ich gäbe dir so gern / hunderttausend Küsse.
- Núm. 8: Weiche Gräser im Revier (Ruhig). En forma binària variada (AA’BB). Tonalitat de mi bemoll major i compàs 3/4. Escrita per a SATB. Una cançó-dansa de Rússia-Polònia.

Text: Weiche Gräser im Revier, / schöne, stille Plätzchen! / O, wie linde ruht es hier / sich mit einem Schätzchen!
- Núm. 9: Nagen am Herzen (Lebhaft, doch nicht schnell). En forma binària. Tonalitat de sol menor i compàs 3/4. Escrita per a soprano. De Polònia.[6][7]

Text: Nagen am Herzen fühl ich ein Gift mir. / Kann sich ein Mädchen, / ohne zu fröhnen zärtlichem Hang, / fassen ein ganzes wonneberaubtes Leben entlang? 
- Núm. 10: Ich kose süß mit der und der (Lebhaft, doch nicht schnell). En forma binària. Tonalitat de sol major i compàs 3/4. Escrita per a tenor. De Malàisia.

Text: Ich kose süß mit der und der / und werde still und kranke, / denn ewig, ewig kehrt zu dir, / o Nonna, mein Gedanke!
- Núm. 11: Alles, alles in den Wind (Lebhaft). En forma binària. Tonalitat de sol major i compàs 3/4. Escrita per a soprano. De Polònia.

Text: Alles, alles in den Wind / sagst du mir, du Schmeichler! / Alle samt verloren sind / deine Müh’n, du Heuchler!
Einem andern Fang’ zu lieb / stelle deine Falle! / Denn du bist ein loser Dieb, / denn du buhlst um alle!
- Núm. 12: Schwarzer Wald, dein Schatten ist so düster! (Lebhaft). En forma binària. Tonalitat de sol menor i compàs 3/4. Escrita per a SATB. De Sèrbia.

Text: Schwarzer Wald, dein Schatten ist so düster! / Armes Herz, dein Leiden ist so drückend! / Was dir einzig wert, es steht vor Augen; / ewig untersagt ist Huldvereinung.
- Núm. 13: Nein, Geliebter, setze dich (Lebhaft). En forma binària. Tonalitat de mi major i compàs 3/4. Escrita per a soprano i contralt (duet). De Rússia.

Text: Nein, Geliebter, setze dich / mir so nahe nicht! / Starre nicht so brünstiglich / mir ins Angesicht!
Wie es auch im Busen brennt, / dämpfe deinen Trieb, / daß es nicht die Welt erkennt, / wie wir uns so lieb.
- Núm. 14: Flammenauge, dunkles Haar (Lebhaft). En forma de composició contínua de dues parts. Tonalitat de la menor - la major i compàs 3/4. Escrita per a SATB. De Rússia.

Text: Flammenauge, dunkles Haar, / Knabe wonnig und verwogen, / Kummer ist durch dich hinein / in mein armes Herz gezogen!
Kann in Eis der Sonne Brand, / sich in Nacht der Tag verkehren? / Kann die heisse Menschenbrust / atmen ohne Glutbegehren?
Ist die Flur so voller Licht, / daß die Blum’ im Dunkel stehe? / Ist die Welt so voller Lust, / daß das Herz in Qual vergehe?
- Zum Schluß: Nun, ihr Musen, genug! (Ruhig). En forma ternària. Tonalitat de fa major i compàs 9/4 (3/4). Escrita per a SATB. De Goethe.

Text: Nun, ihr Musen, genug! / Vergebens strebt ihr zu schildern, / wie sich Jammer und Glück / wechseln in liebender Brust. / Heilen könnet die Wunden / ihr nicht, die Amor geschlagen, / aber Linderung kommt / einzig, ihr Guten, von euch.
El conjunt va alternant peces amb el quartet al complet amb altres amb quartet solista. Només hi ha un únic duet en el núm. 13 i la primera meitat del núm. 14 que és un duet per a soprano i contralt. Totes les peces estan en la forma binaria bàsica, amb una repetició de cada part. En els números 2, 7, 8 i 14 apareixen variacions d'aquest model, i el núm. 14 gairebé és una composició lineal, sense repeticions.

### "Zum Schluß"
És molt significatiu que la peça més exquisida dels Nous valsos amorosos sigui aquesta, Zum Schluß (en català, "Conclusió"), i ocupa un lloc especial tant pel seu text (de Goethe) com per la seva música, que difereix del vals tant en el ritme com en el caràcter. És una chaconne (o una passacaglia) amb un passatge central com un cànon. És aquí on Brahms deixa la seva empremta, passant d'una forma de composició més lleugera a una de més elaborada. Zum Schluß presenta influència de la música barroca en dos elements: la música és molt més contrapuntística que les altres peces del conjunt i, de fet, és una passacaglia, amb el tema de base (fa–do–si♭–la–re–do) present en totes les seccions exteriors. Al clímax arriba en el compàs 16, quan el piano calla i el cor canta a cappella entrant de la tonalitat de la dominant i arribant a la tònica, en fa major.
Maitland comenta: "Un dels moments més bells de tots els quartets no està en ritme dels vals; és a l'epíleg del segon grup del "Neue Liebeslieder", una magnífic text a quatre veus, amb un estil d'acompanyament més suau que el de la resta del conjunt. Sembla clar que Zum Schluß, amb el text i la música que contrasten amb la resta de valsos cantats tant de l'Op. 52 com de l'Op. 65, és una declaració molt personal de Brahms, que connecta amb problemes de relació en la seva vida i que troba consol en la música (Linderung kommt einzig, ihr [Musen], von euch).